# 1852 en philosophie
Chronologie de la philosophie
- 1848
- 1849
- 1850
- 1851
- 1852
- 1853
- 1854
- 1855
- 1856

L’année 1852 a été marquée, en philosophie, par les événements suivants :

## Publications
- Catéchisme positiviste d'Auguste Comte.
- A Theory of Population de Herbert Spencer, qui conteste les thèses de Thomas Malthus.

## Naissances
- 30 avril : Nikolaï Grot, philosophe idéaliste russe, mort en 1899.
- 25 septembre : Hans Vaihinger, philosophe allemand, spécialiste de Kant, mort en 1933.

## Décès
- 16 avril : Jean André Rochoux, médecin et philosophe français, né en 1787.
- 26 octobre : Vincenzo Gioberti, philosophe et homme politique italien, un des théoriciens du Risorgimento, né en 1801.
- 17 novembre : Carl August von Eschenmayer, médecin, philosophe et occultiste allemand, né en 1768.